# Time de Ouro

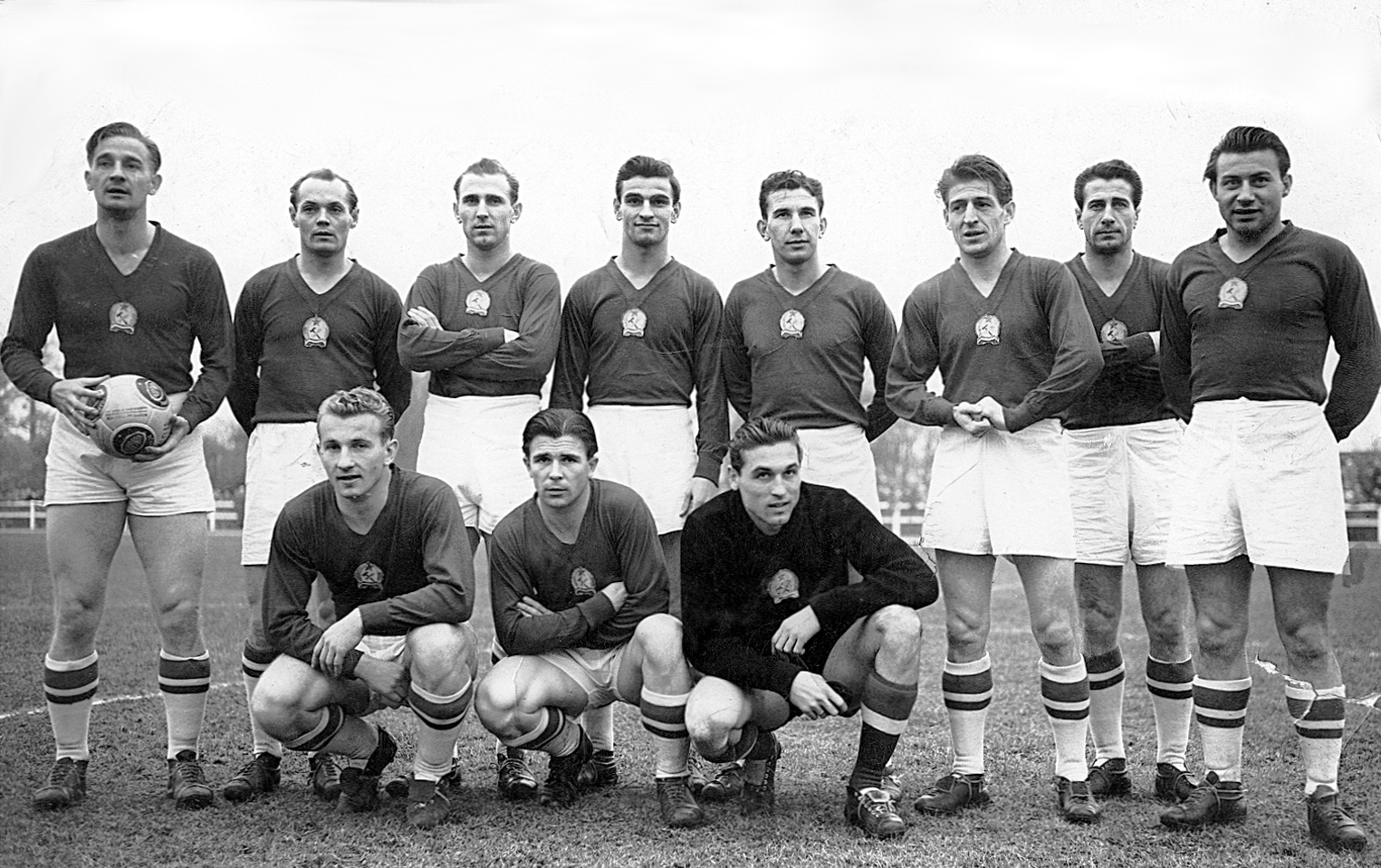
O Time de Ouro em 1953
primeira fila: Lantos, Puskás, Grosics
última fila: Lóránt, Buzánszky, Hidegkuti, Kocsis, Zakariás, Czibor, Bozsik, Budai

O Time de Ouro é uma das várias denominações usadas para descrever a lendária seleção húngara da década de 1950. Outros nomes normalmente usados são Os Mágicos Magiares, Os Maravilhosos Magiares, Os Poderosos Magiares e, em húngaro, Aranycsapat. Treinado por Gusztáv Sebes e com jogadores como Ferenc Puskás, Zoltán Czibor, Sándor Kocsis, Nándor Hidegkuti, József Bozsik e Gyula Grosics, o time foi imbatível por incríveis 32 jogos consecutivos. Este recorde ainda permanece até hoje entre seleções, o que enaltece ainda mais este feito.
Na sua caminhada, eles foram campeões olímpicos em 1952, em Helsinque e venceram a Dr. Gerő Cup. Em 1953 eles derrotaram a Inglaterra por 6 a 3 (naquele que ficou conhecido como The Match of the Century), tornando-se a primeira seleção não-britânica a derrotar a seleção inglesa em Wembley. Eles voltaram a derrotar os ingleses incontestavelmente em Budapeste por 7 a 1 sete meses depois. A jornada chegou ao fim na decisão da Copa do Mundo de 1954 na Suíça quando perderam para a Alemanha Ocidental por 3 a 2. Após esta derrota a Hungria iniciou uma nova série com 18 jogos invictos e se tornou o primeiro time a derrotar a URSS em seu próprio território. Eles continuaram invictos até1956 quando finalmente foram derrotados pela Turquia.
A era dos Mágicos Magiares chegou ao fim com a Revolução Húngara de 1956. O time foi montado tendo como base o bem sucedido Honvéd de Budapeste que venceu a Liga Húngara quatro vezes na década de 1950. Em 1956 o Honvéd participou do Copa Européia e na primeira rodada eles enfrentariam o Athletic Bilbao. O Honvéd estava voltando de Bilbao quando a revolução irrompeu em Budapeste. Vários jogadores incluindo Zoltán Czibor, Sándor Kocsis e Ferenc Puskás subseqüentemente permaneceram na Europa Ocidental e nunca mais voltaram a jogar pela Hungria.

## Campeões olímpicos em 1952
Com um ataque que incluía Ferenc Puskás, Sándor Kocsis e Péter Palotás, a Hungria progrediu facilmente até a final em 1952. Em cinco jogos eles anotaram 20 gols e sofreram apenas 2. Na semifinal derrotaram os atuais campeões olímpicos, a Suécia por 6 a 0. Na final, eles bateram a Iugoslávia por 2 a 0 com gols de Puskás e Czibor.

## Dr. Gerő Cup
Na quela época, a Hungria também disputava a Dr. Gerő Cup, uma copa entre nações da Europa Central, entre elas a Áustria, a Tchecoslováquia, Itália e a Suíça. Jogada em sistema de liga com jogos de ida e volta, foi disputada seis vezes entre 1927 e 1960 e habitualmente levava mais de dois anos para se completar. O quanto torneio começou em 1948 e durou cinco anos. A Hungria finalmente surgiu no topo da tabela com 11 pontos. Puskás foi o artilheiro da competição com 10 gols e a Hungria conquistou o troféu após vencer a Itália em Roma por 3 a 0 em 1953. Puskás marcou duas vezes e Hidegkuti uma vez.

## Inglaterra x Hungria
Entre aqueles que testemunharam a vitória da Hungria nos Jogos Olímpicos estava Stanley Rous, secretário-geral da Associação Inglesa de Futebol e futuro presidente da FIFA. Ele na seqüência convidou a Hungria para enfrentar a Inglaterra em Wembley. Em 25 de Novembro de 1953 a Hungria se impôs ante um time inglês que incluía Stanley Matthews, Stan Mortensen, Billy Wright e Alf Ramsey e o derrotou por 6 a 3. Em uma exibição maravilhosa de futebol, Hidegkuti marcou três vezes e Puskás duas. Após o jogo uma revanche foi marcada como preparação para a Copa do Mundo de 1954. O jogo aconteceu no Népstadion, atual Estádio Ferenc Puskás em Budapeste e a Hungria realizou outra apresentação de gala, derrotando os ingleses por 7 a 1.

## Copa do Mundo de 1954
A Hungria entrou na Copa do Mundo de 1954 com a confiança e a invencibilidade desde 1950. Eles estrearam contra a Coréia do Sul no dia 17 de Junho em Zurique com uma goleada de 9 a 0. Sándor Kocsis marcou três gols, com Ferenc Puskás e Péter Palotás marcando duas vezes cada um. Três dias depois eles bateram uma Alemanha Ocidental sem sua força máxima por 8 a 3 e dessa vez Sándor Kocsis foi mais além, marcando quatro gols. Na quarta-de-final a Hungria venceu o Brasil por 4 a 2, num jogo violento que ficou conhecido como A Batalha de Berna. Eles então alcançaram a final após derrotar os atuais campeões mundiais, o Uruguai (foi a primeira derrota de uma seleção uruguaia em copas do mundo) na semifinal. O jogo empatou por 2 a 2 no tempo normal, indo para a prorrogação, onde Kocsis marcou duas vezes, selando outra vitória húngara por 4 a 2. A Alemanha Ocidental seria mais uma vez o adversário húngaro, desta vez na final.
O Estádio Wankdorf em Berna acomodou 60.000 pessoas para verem a final entre Alemanha Ocidental e Hungria. Ferenc Puskás jogou mesmo não estando em plenas condições físicas. Apesar de Puskás colocar seu time à frente do marcador em apenas seis minutos de jogo, e com Czibor marcando o segundo gol dois minutos depois, parecia destinado que os pré-favoritos do torneio não ficqariam com o título. Com dois gols antes do intervalo, de Max Morlock e Helmut Rahn, a Alemanha Ocidental iniciou a virada. O segundo tempo assistiu a erros impressionantes dos húngaros e então a seis minutos do final da partida, Rahn marcou novamente. Puskás teve um gol anulado quando faltavam apenas dois minutos e a invencibilidade húngara caiu justamente na partida final da Copa do Mundo.

## Títulos
- Campeões Olímpicos
  - 1952
- Campeões da Dr. Gerő Cup
  - 1948/53
- Vice-campeões da Copa do Mundo
  - 1954